# 上天草市立大道中学校
上天草市立大道中学校（かみあまくさしりつ おおどうちゅうがっこう）は、熊本県上天草市龍ヶ岳町大道にあった中学校。

## 沿革
- 1947年4月22日 - 大道村立大道中学校創立
- 1954年 - 龍ヶ岳村立大道中学校と改称
- 1959年 - 龍ヶ岳町立大道中学校と改称
- 1962年 - 高戸中、樋島中と統合し龍ヶ岳町立龍ヶ岳中学校となる
- 1970年 - 龍ヶ岳中学校から独立
- 2004年 - 上天草市立大道中学校と改称
- 2011年 - 龍ヶ岳中学校へ統合